# Casa Berardi
Casa Berardi è un edificio storico di Milano situato in via San Martino al civico 17.

## Storia e descrizione
Il palazzo fu terminato nel 1925 su commissione dell'industriale Edoardo Berardi, proprietario di uno stabilimento di arti grafiche che precedentemente occupava l'area del palazzo. L'edificio fu disegnato da Marco Candiani in uno stile tardo eclettico: il pian terreno è decorato con bugnato liscio e finestre con cornice e serraglia, mentre il portale, centrato sulla facciata, consiste in un arco a tutto sesto con cartiglio sulla chiave di volta incorniciato tra due paraste di ordine corinzio. Sopra il portale si erge il balcone del piano nobile, a cui si accede tramite una finestra racchiusa tra paraste che reggono il balcone del piano superiore, decorato con bassorilievi di cornucopie. Il resto della facciata è in mattoni in cotto a vista con finestre ad arco, con due medaglioni con San Giorgio a cavallo e un San Martino in omaggio al nome della via.